# Rhakotis (Schiff, 1928)
Die Rhakotis der Hamburg-Amerikanischen Packetfahrt-Actien-Gesellschaft (Hapag) war ein 1928 von der Deutschen Werft in Hamburg als San Francisco gebautes Kombischiff mit Dieselantrieb. Es war das erste neue Schiff für den gemischten Passagier- und Frachtdienst zur US-amerikanischen Pazifikküste. 1935 wurde sie in Rhakotis umbenannt, als es vor allem zur Westküste Südamerikas im Einsatz kam.

Bei Kriegsbeginn befand sich das Schiff in Callao und wurde dort aufgelegt. 1940 wurde die Rhakotis nach Japan überführt.
Am 1. Januar 1943 scheiterte der Versuch der Rhakotis, als Blockadebrecher das besetzte Frankreich zu erreichen.

## Geschichte

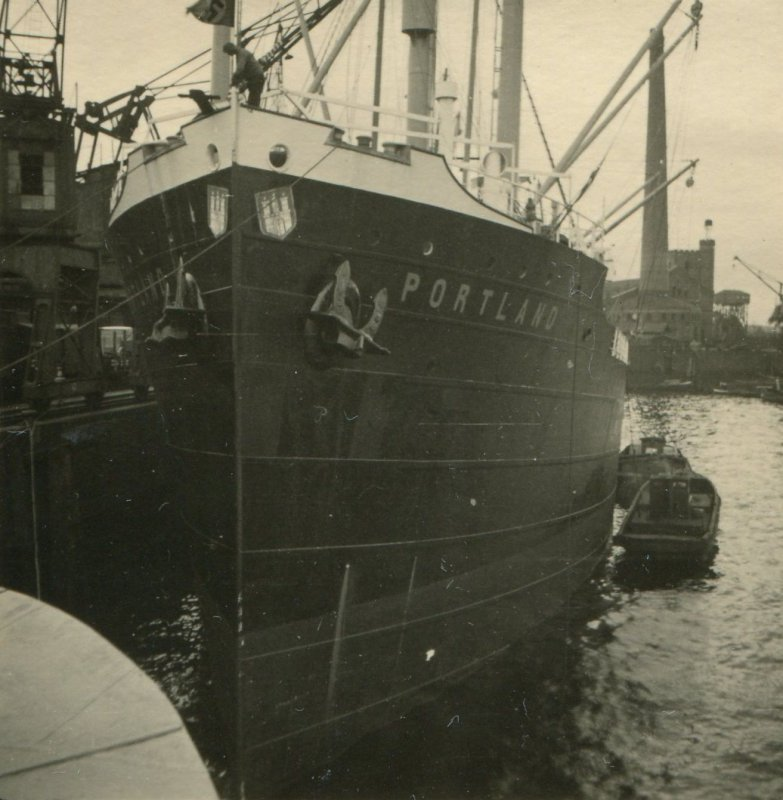
Die Portland (1928–1943); historische Aufnahme aus den 1940er Jahren

Seit 1923 betrieb die Hapag zusammen mit der inzwischen mit der DADG fusionierten DDG Kosmos und den zur Harriman-Gruppe gehörenden United American Lines einen Gemeinschaftsdienst zur Pazifikküste der USA und Kanadas. Als erstes Schiff setzte die Hapag den Frachter Sachsen ein, dem bald sein Schwesterschiff Hessen folgte. Im Sommer 1926 wurden auch diese beiden Schiffe abgezogen, so dass die Linie eine reine Frachtlinie wurde, auf der auch Frachter der Bremer Roland-Linie liefen. Die Trennung von Harriman im Sommer 1926 und die Fusion der Hapag mit Austral-Kosmos-Stinnes und die Eingliederung der Roland-Linie in den Norddeutschen Lloyd führten zu einer Auflösung der bisherigen Gemeinschaftsdienste und zu einer Konkurrenz der deutschen Großreedereien auf den Westküstenlinien.
Um ihre Position auszubauen, bestellte die Hapag bei der ihr nahestehenden Deutschen Werft in Hamburg-Finkenwärder zwei Kombischiffe mit Dieselantrieb für bis zu 48 Fahrgäste in zwei Klassen, 9000 t Tragfähigkeit und einer Dienstgeschwindigkeit von 13 Knoten. Bei der Planung waren Helgoland und Westerland als Namen vorgesehen, tatsächlich kamen sie aber als San Francisco und Los Angeles zu Wasser. Noch während des Baus erteilte die Hapag weitere Aufträge für zwei etwas größere Schiffe an die Deutsche Werft (Seattle) und den Bremer Vulkan (Portland). Zum Abschluss der Serie lieferte die Deutsche Werft mit der wieder etwas kleineren Oakland noch ein fünftes Schiff.
Die San Francisco eröffnete den Dienst am 10. März 1928 und bis Juli waren die vier ersten Schiffe im Einsatz. Zur Verstärkung und Sicherstellung der dreiwöchentlichen Abfahren mussten allerdings auch andere Schiffe herangezogen werden. So wurden die Motorschiffe Ramses (7983 BRT, 13 kn, bis 33 Fahrgäste, DDG Kosmos), Duisburg dann umbenannt Heidelberg (7389 BRT, 13,5 kn, bis 37 Fahrgäste, DADG), Münsterland (6408 BRT, 12 kn, bis 18 Fahrgäste, Ostasiendienst Hapag) und das ehemalige Stinnesschiff Emil Kirdorf (5695 BRT, 12 kn, bis 74 Fahrgäste) auf der Route eingesetzt. Auch die Frachter Sachsen und Hessen kehrten für zwei Jahre auf die USA-Westküstenroute zurück.
1930 erhielt der Dienst eine weitere Verstärkung durch die 8300 BRT großen, 14,5 kn schnellen Turbinenschiffe Tacoma und Vancouver, die wieder von der Deutschen Werft geliefert wurden. Einen ernsthaften Angriff auf die Position der Hapag hatte es nicht gegeben, aber die politische Lage führte zu einem rückläufigen Verkehr mit den USA und Kanada. Dazu hatte die staatliche Regulierung innerdeutsche Konkurrenzkämpfe unmöglich gemacht. Um den politisch gewollten und erfolgversprechenden südamerikanischen Westküstendienst aufzuwerten, setzte die Hapag 1935 die Schwesterschiffe San Francisco und Los Angeles auf diese Route um. Wie schon die Frachtschiffe Spreewald und Odenwald erhielten auch die beiden Kombischiffe traditionelle DDG-Kosmos-Namen. Aus der San Francisco wurde jetzt die Rhakotis. Den Namen des Stadtteils für die Ägypter im alten Alexandria hatte schon 1907 ein 6982 BRT großes, von Blohm & Voss geliefertes Kombischiff der DDG Kosmos geführt.
Eine Fahrt der Rhakotis im Frieden war ihr Einsatz zum Ende der Irrfahrt der St. Louis. Als das unglückliche Schiff am 19. Juni 1939 wieder in Antwerpen einlief, übernahm die Rhakotis die 511 Juden des Schiffes, die Frankreich und Großbritannien aufnehmen wollten. Die Rhakotis wurde dafür vorbereitet, um der St. Louis die Rückfahrt in die USA und die Durchführung einer devisenbringenden Vergnügungsreise zu ermöglichen. Sie brachte die Asylsuchenden am 20. nach Boulogne-sur-Mer und am 21. nach Southampton.

## Kriegsschicksal derRhakotis
Bei Kriegsbeginn 1939 befand sich das Schiff im peruanischen Hafen Callao, der vom Deutschen Reich als geeigneter Versorgungspunkt angesehen wurde. Neben der Rhakotis sammelten sich dort auch die Kombischiffe Leipzig (5898 BRT, 1938) und München (5619 BRT, 1936) des NDL und die Hermonthis (4833 BRT, 1935) und Monserrate (5578 BRT, 1938) der Hapag, die dort 1941 verloren gingen. Die Entscheidung, Callao in Peru für einen sicheren Stützpunkt zu halten, erwies sich als falsch, denn der 1939 neugewählte Präsident Prado wandte sich zunehmend den westlichen Alliierten zu. Die Rhakotis entkam dem Wechsel der politischen Situation, als sie am 16. Mai 1940 erst nach Antofagasta lief und von dort weiter nach Japan, wo sie am 29. Juni in Yokohama eintraf.

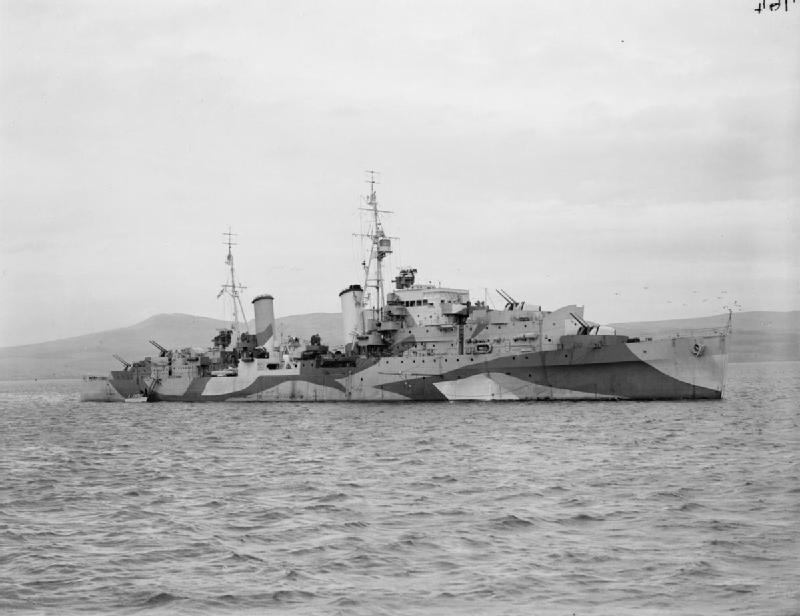
Der leichte Kreuzer Scylla

1942 wurde die Rhakotis als Blockadebrecher nach Europa eingesetzt und verließ am 27. September Yokohama, um ab dem 15. Oktober in Singapur beladen zu werden. Sie lud Rohkautschuk, Zinn, Zink, Fette, Reis, Tee, Chinarinde, Kokosöl und Perlen. Sie verlegte dann nach Batavia, von wo sie am 5. November endgültig nach Europa auslief. Am 18. November traf sie den Hilfskreuzer Michel im Indischen Ozean. Um das Kap der Guten Hoffnung lief sie in den Atlantik, wo sie am 12. Dezember ein Rettungsboot mit drei Mann entdeckte, die 36 Tage in ihrem Boot verbracht hatten. Einer der drei starb nach der Bergung. Die beiden Überlebenden der City of Cairo überlebten auch die Selbstversenkung der Rhakotis, als diese kurz vor ihrem Ziel von der britischen Luftaufklärung erfasst wurde, die den Leichten Kreuzer Scylla an den Blockadebrecher heranführte. Am 1. Januar 1943 versenkte die eigene Besatzung die Rhakotis bei Annäherung des Kreuzers circa 200 Seemeilen nordwestlich von Kap Finisterre auf 45° 0′ 0″ N, 11° 0′ 0″ W. Die Besatzung rettete sich in vier Rettungsboote. Von den zur Suche eingesetzten U-Booten fand U 410 am 2. Januar zwei der Boote und brachte 80 Mann einschließlich der beiden geretteten Engländer am folgenden Tag nach Saint-Nazaire. Die beiden anderen Boote erreichten die spanische Küste.

## Schicksal der Hapag-Kombischiffe des Nordamerika-Westküstendienst

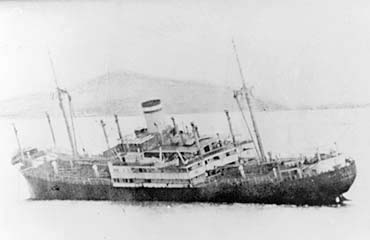
Die vor Stavanger sinkende Roda

| Stapellauf in Dienst  | Name                      | Tonnage            | Werft                     | Schicksal |
| --------------------- | ------------------------- | ------------------ | ------------------------- | --- |
| 28.01.1928 2.05.1928  | Los Angeles ab 1935: Roda | 6573 BRT 9045 tdw  | Deutsche Werft BauNr. 103 | 5. Mai 1928 Jungfernfahrt zur nordamerikanischen Pazifikküste, ab 1935 als Roda im Chile-Dienst, am 9. April 1940 als Nachschub-Transporter während des Angriffs auf Norwegen vor Stavanger durch norwegischen Zerstörer Æger versenkt |
| 28.03.1928 7.06.1928  | Seattle                   | 7369 BRT 9775 tdw  | Deutsche Werft BauNr. 104 | 9. Juni 1928 Jungfernreise zur nordamerikanischen Westküste, September 1939 in Willemstad aufgelegt, 31. März 1940 in Tromsø nach Blockadedurchbruch eingetroffen, am 9. April 1940 vor Kristiansand durch norwegischen Zerstörer Gyller versenkt, als sie zwischen die deutschen Angreifer und die norwegischen Verteidiger geriet |
| 19.04.1928 30.06.1928 | Portland                  | 7132 BRT 9560 tdw  | Bremer Vulkan BauNr. 647  | 7. Juli 1928 Jungfernfahrt nach Vancouver, 22. September 1939 in Coquimbo aufgelegt, im Dezember 1940 in Talcahuano gedockt, sie lief im Januar 1941 über den Versorger Nordmark und nach Übernahme von 327 Gefangenen der Admiral Scheer bis zum 14. März 1941 nach Bordeaux, am 22. Oktober lief sie nach Japan aus und kehrte als erfolgreicher Blockadebrecher am 10. Mai 1942 zurück, der erneute Versuch einer derartigen Fahrt im Februar 1943 endete am 13. April als der französische Kreuzer Georges Leygues in der Natal-Freetown-Enge die Portland stellte und sie von ihrer Besatzung versenkt wurde |
| 1.08.1929 10.10.1929  | Oakland                   | 7087 BRT 9670 tdw  | Deutsche Werft BauNr. 121 | 12. Oktober 1929 Jungfernreise zur nordamerikanischen Westküste, 30. September 1939 Sperrbrecher IV der Kriegsmarine, 27. August 1944 in Brest nach Bombentreffer gesunken, 1947 gehoben, 1949 bis 1969 unter französischer und griechischer Flagge im Einsatz |
| 8.02.1930 17.04.1930  | Tacoma                    | 8268 BRT 10660 tdw | Deutsche Werft BauNr. 124 | 19. April 1930 Jungfernreise nach Vancouver, 10. September 1939 in Talcahuano aufgelegt, 22. November 1939 in Montevideo aufgelegt, 1942 beschlagnahmt, 1986 verschrottet |
| 27.02.1930 20.05.1930 | Vancouver                 | 8269 BRT 10660 tdw | Deutsche Werft BauNr. 125 | 31. Mai 1930 Jungfernreise nach Vancouver, 31. August 1939 in Curaçao aufgelegt, 1940 beschlagnahmt, 1959 verschrottet |